# Сан-Педру (Селорику-да-Бейра)
Сан-Педру (порт. São Pedro) — район (фрегезия) в Португалии, входит в округ Гуарда. Является составной частью муниципалитета Селорику-да-Бейра. По старому административному делению входил в провинцию Бейра-Алта. Входит в экономико-статистический субрегион Бейра-Интериор-Норте, который входит в Центральный регион. Население составляет 1387 человек на 2001 год. Занимает площадь 13,80 км².